# Wengué

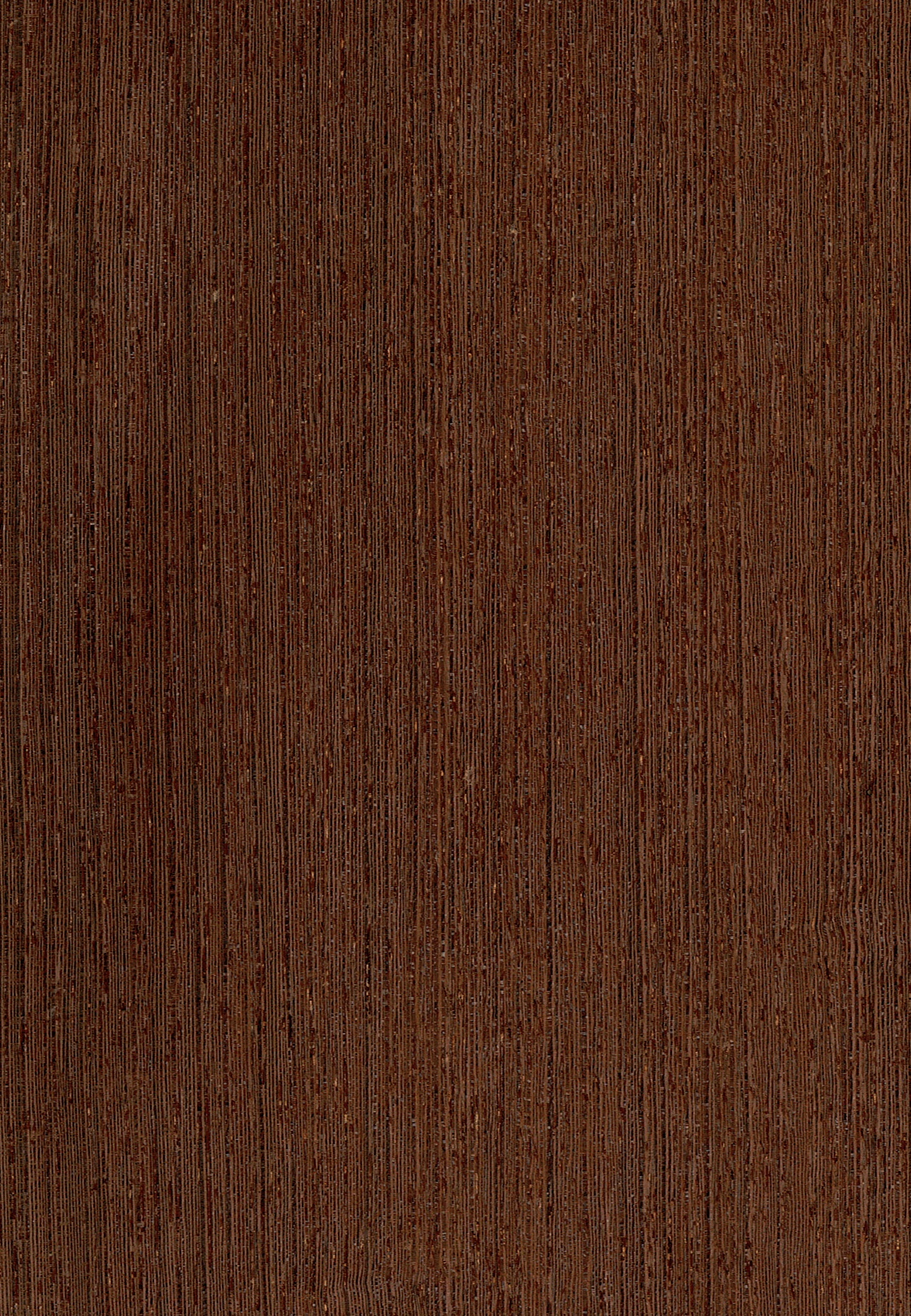
Aspecto característico de la madera de wengué.

Se denomina wengué a la madera producida por un árbol tropical de la especie Millettia laurentii, si bien es común encontrar bajo este nombre a maderas de otras especies del género Millettia, como el panga-panga (Millettia stuhlmannii). 
Otras denominaciones para esta madera son jambire, messara, mpande y awoung.
Se trata de una madera muy oscura y dura empleada fundamentalmente en la elaboración de instrumentos musicales, piezas de mobiliario, suelos y carpinterías.
Debido a la variedad de especies arbóreas que se suelen englobar bajo esta denominación, el aspecto del wengué puede ser muy variable, tanto en tonos como en texturas.

## Origen
La Millettia laurentii (wengué) se encuentra principalmente en el África oriental, siendo los principales países exportadores Camerún, Congo Brazzaville, Gabón, Mozambique, Tanzania y República Democrática del Congo. Los árboles de esta especie tienen una altura entre los 18 y los 27 m, con un diámetro de tronco de 1-1,2 m. Debido a la explotación es una madera con disponibilidad escasa, y está incluida como especie amenazada en la Lista Roja de la UICN desde 1998.
La Millettia stuhlmannii (panga-panga) tiene propiedades muy similares, y se encuentra fundamentalmente en Congo Brazzaville, Kenia, Mozambique, Tanzania y Zimbabue.

## Características
Aunque el wengué y el panga-panga son dos especies distintas, su similitud en características y propiedades —unida a la elevada variabilidad que puede encontrarse en las maderas de la misma especie según su lugar de procedencia— hace que con frecuencia se consideren y comercialicen conjuntamente como una única clase de madera. Estos dos junto con el ébano los tipos de madera más oscura; presentan un color marrón prieto con finas estrías negras.
El wengué muy denso (865 - 910 kg/m³). Es, asimismo, muy duro —aproximadamente un 30% más que el roble— y muy resistente, incluso más que el panga-panga que es algo menos denso (800 - 881 kg/m³).
Esta madera presenta escaso riesgo de deformación, resiste bien a las termitas y a la humedad, y tiene un precio elevado, pero es complicado trabajarla: difícil de pegar, clavar e impregnar. El trabajo con wengué —como con panga-panga— debe realizarse con protección adecuada. Se ha informado de casos de irritación de piel y ojos, e incluso casos con afección del sistema nervioso central en entornos de trabajo con presencia de polvo de wengué.
Tanto el wengué como el panga-panga tienden a oscurecerse con el tiempo, si bien expuestos al sol suelen aclarar.